# Bucéels

Bucéels este o comună în departamentul Calvados, Franța. În 1 ianuarie 2022 avea o populație de 450 de locuitori.